# (16037) Sheehan
(16037) Sheehan (1999 GX8) – planetoida z pasa głównego asteroid okrążająca Słońce w ciągu 5,79 lat w średniej odległości 3,22 j.a. Odkryta 10 kwietnia 1999 roku.